# Симу, Анастасе
Анастасе Симу (рум. Anastase Simu; 25 марта 1854, Брэила — 28 февраля 1935, Бухарест) — румынский коллекционер произведений искусства, деятель культуры Румынии. Почётный член Румынской академии (1933).

## Биография
Сын предпринимателя греческого происхождения. Окончил коммерческую школу в Брэила, затем Терезианум в Вене.Продолжил обучение в области юриспруденции в Парижском университете и политологии и управления в Свободном университете Брюсселя. Некоторое время служил секретарём румынской дипломатической миссии в Берлине.
В 1873 году получил наследство от бездетного дяди, вторую часть — подарил тесть в качестве приданого. Кроме того, источником богатства для пополнения его коллекции произведений искусства, были доходы от двух его поместий.
Сосредоточив внимание на коллекционировании произведений искусства, приобретал картины, скульптуры и другие предметы искусства как из Румынии, так и из Западной Европы, в частности из Франции. Они были выставлены публике в музее Анастасе Симу в Бухаресте с момента его открытия в 1910 году до закрытия в 1960 году и последующего уничтожения коммунистическим режимом . Симу подвергался критике как коллекционер, за его классицистические вкусы, которые не оставляли места для авангарда.
Анастасе Симу был другом со скульптора Эмиля Антуана Бурделя, чья склонность к классическим формам, возможно, вдохновила  на создание музей в форме греческого храма.  Бюст Симу работы скульптора выставлен у входа в Дом-музей Бурделя в Париже. Во время многочисленных путешествий по Западной Европе Симу сопровождала его жена; вместе пара приобретала произведения искусства и развивала отношения с их создателями. В 1927 году А. Симу подарил Бухарестскую коллекцию румынскому государству.
Был членом Палаты депутатов Румынии.
Похоронен на кладбище Беллу.